# Regierungsbauführer
Regierungsbauführer, bis 1918 häufig Königlicher Regierungsbauführer oder Großherzoglicher Regierungsbauführer usw., war eine Bezeichnung für Referendare in der staatlichen Bauverwaltung in Preußen und verschiedenen anderen deutschen Einzelstaaten.
Diesen Titel führten Architekten und Bauingenieure der verschiedenen Fachrichtungen (Hochbau, Tiefbau, Straßen- und Eisenbahnbau, Wasserbau), aber auch Schiffbau- oder Maschinenbau-Ingenieure, die nach ihrem Studium ein Referendariat als Vorbereitung auf die Beamtenlaufbahn im höheren Staatsbaudienst absolvierten.
Kandidaten mussten sich innerhalb von sechs Monaten nach Abschluss ihres Hochschulstudiums beim preußischen Ministerium der öffentlichen Arbeiten in Berlin (oder der entsprechende Behörde in anderen Staaten) bewerben und ein erstes Staatsexamen ablegen, an dessen Stelle später die Diplom-Hauptprüfung an einer Technischen Hochschule trat.
Der Regierungsbauführer bzw. Referendar erhielt keine Besoldung. Die Ausbildungszeit im Staatsbaudienst dauerte mindestens drei Jahre. Für Maschinenbauingenieure wurde vor Beginn der Ausbildung ein Praktikum (Elevenjahr) erwartet. Dadurch verkürzte sich ihre Referendariatszeit auf mindestens zwei Jahre und drei Monate.
Nach Abschluss der Ausbildung folgte das Zweite Staatsexamen, nach dessen Bestehen der Kandidat als Assessor den Titel Regierungsbaumeister führen durfte.
Viele Regierungsbauführer waren in Vereinen organisiert, darunter z. B. der Verein Königlicher Regierungsbauführer „Atrium“ in Berlin.